# Mk37 (魚雷)
Mk37魚雷とは第二次世界大戦後にアメリカ海軍によって開発された、電動で推進する魚雷である。1960年代、この魚雷はアメリカ海軍の標準的な潜水艦発射魚雷であり、1990年代まで現役にとどまったが、その後も他国の海軍の潜水艦においてはなおも現役にある。1970年代、この魚雷はアメリカ海軍の任務から徐々に退役していき、予備魚雷は他国の海軍へ売却された。海上自衛隊でも使用され第十雄洋丸事件で使用された。

## 開発
本魚雷の技術的な開発作業はウェスティングハウス・エレクトリックのペンステート兵器開発研究所により1946年に開始された。この魚雷は、改修型Mk18魚雷で試験された能動追尾システムを基礎としており、また受動追尾と新規の魚雷弾体を追加したものである。1955年から1956年にかけ、30発の魚雷が研究開発の目的で製造され、付随してこのすぐ後に大量生産が開始された。
本魚雷は電気推進を用いたことで、圧縮空気で撃ち出す代わりとして魚雷発射管から滑らかに泳ぎ出させることができ、発射の騒音を大きく減少させた。
Mk37 mod 0魚雷の誘導にあたり、行程の最初の部分はジャイロスコープによる制御で行われる。ジャイロスコープによって直進を達成すると、受動ソナー追尾システムが使われ、さらに最終行程の距離640mではドップラー効果を使用し、60kHzで作動する磁歪式のトランスデューサーを組み込んだ能動ソナー追尾が使われる。
電装品は当初小型真空管により構成されていたが、後に半導体回路に置き換わった。

## 改修型

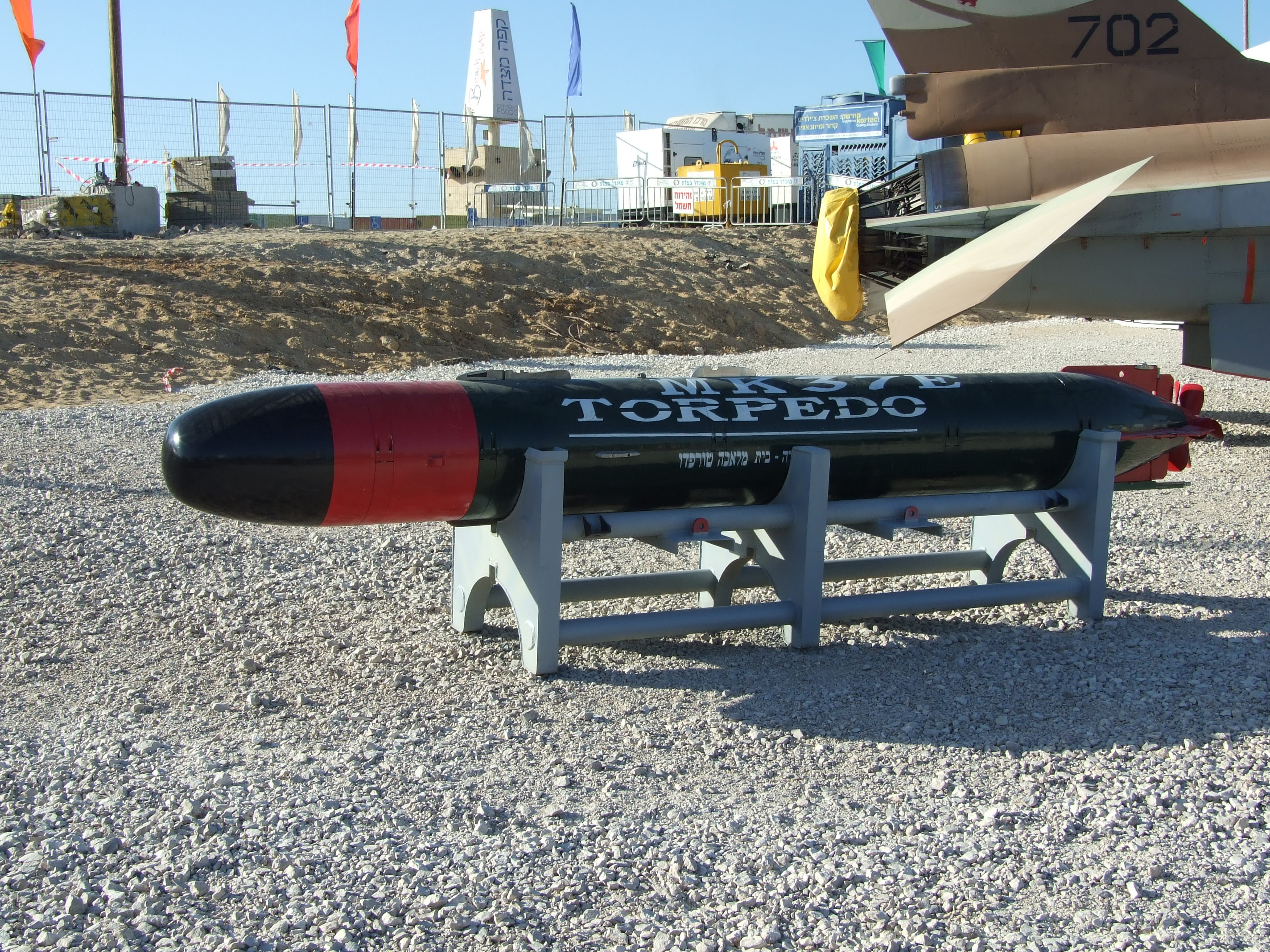
イスラエルのMk37E魚雷

mod 1魚雷はmod 0よりも長くて重く、速度が遅くなったものの、より良好な目標捕捉能力が付与され、また敏捷な潜水艦の迎撃にはより高い性能を有した。これらは有線誘導で用いられた。
Mk37魚雷の性能は、速力20ノット以下、深度300m以上の標的においてよく発揮された。潜水艦はより速力を増し、運用深度も深くなったために新型魚雷が開発された。こうしたものはNT37C、D、E、およびFであり、Mk37魚雷の設計に基づいている。
1967年、mod 0はmod 3へ、またmod 1はmod 2へと一新されはじめた。こうした改修品は磁歪式のトランスデューサーを圧電効果を用いた装置に換装するなど多数の変更点を要しており、この結果、深度を増しても感度を失うことなく、目標捕捉距離が640mから910mへと増強された。
この魚雷は動力源としてマーク46酸化銀電池を採用した。訓練用魚雷には再使用・再充電可能な二次電池が採用された。マーク46電池には、強い振動が加わると不時に通電・過熱する不具合をもつ生産ロットがあることが1968年までに、海軍の魚雷を管轄する海軍武器コマンド隷下の研究所「海軍魚雷ステーション武器品質工学センター」では知られていた。Mk37魚雷の場合、このバッテリーは弾頭の内側にボルト留めされており、バッテリーが不時に通電加熱した場合、弾頭を自然爆発させて潜水艦を沈没させるに至るに十分な熱を発生させたという内容の秘密の警告文とともに、回収が勧告されていた。Mk37魚雷およびマーク46電池の生産が進められていた1960年代、ソ連の原潜に対抗しうる魚雷を求めて、アメリカ潜水艦部隊は魚雷の生産を急ピッチで推進していたが、海軍の品質検査に合格する部品の製造に各メーカーは苦慮しており、なかでもこのバッテリーでは不具合が繰り返し発生していたため、生産計画が遅延しており、海軍武器コマンドは所定の品質検査を通過させていないバッテリーを魚雷に組み込んでいた。武器品質工学センターはこの問題をバッテリーそのものの基本設計の欠陥であると指摘し、是正を勧告していたが、この勧告は聞き入れられることはなかった。
Mk37魚雷は長期に渡ってアメリカで用いられた潜水艦発射式の主力対潜魚雷だった。1972年、本魚雷はMk48魚雷に代替されはじめた。Mk37魚雷は、潜水艦の速力が20ノット以上の領域に、また潜行深度が1000フィト（330メートル）を越え始めるまでは、すぐれた対潜水艦兵器と考えられていた。しかし、20ノットで航行する潜水艦に20ノットの魚雷で沈没または深刻な損害を与えられる可能性は至って乏しく、そのような標的には新たな兵器が求められた。1980年代には、NT37（NT37C/D/E）と呼ばれる、Mk37の顕著な性能向上版が製造されるようになった。NT37は真空管による誘導システムをソリッドステートな半導体装置に交換し、また電動推進をオットー燃料による液体モノプロペラント（一液式）に変更している。これにより、NT37はMk37と比較して、より高速かつ大深度での運用が可能になったが、アメリカ海軍はMk37の改良を続けるより、新しい魚雷の開発を決定した。

## 他の使用例
Mk67潜水艦発射移動機雷はマーク37魚雷の弾体を基としている。この魚雷は1983年に就役し、海峡、港湾、浅深度水域や他のゾーンなど、艦艇では敷設に際して普通近寄れない領域で10マイル以上遊泳移動することができた。目標海域へ到着したのち、この機雷は海底へ沈下、伝統的な沈底式感応機雷のように作動する。
Mk67の弾頭内部の信管はコンピューター制御され、磁気、音響及び感圧センサーが組み込まれている。

## 諸元
- 主機関: マーク46酸化銀電池、二速、電動
- 全長：340cm（mod.0）、410cm（mod.1）[7]
- 全重：650kg（mod.0）、750kg（mod.1）[7]
- 直径：48cm[7]
- 射程：17ノットで21km、26ノットで9.1km
- 耐圧深度：300m
- 速度：17ノット、26ノット
- 誘導装置：能動/受動ソナー誘導。距離約700ヤードまで受動で標的を追尾し、それから能動式になる。mod.1には有線誘導が装備された[7]。
- 弾頭：150kg、HBX-3高性能爆薬、接触起爆信管を装着。
- 就役期間：1957年から1987年[7]